# Tistronör
Tistronör är en ö i Finland. Den ligger i Skärgårdshavet och i kommunen Pargas i den ekonomiska regionen  Åboland i landskapet Egentliga Finland, i den sydvästra delen av landet. Ön ligger omkring 43 kilometer väster om Åbo och omkring 190 kilometer väster om Helsingfors.
Öns area är 7,2 hektar och dess största längd är 450 meter i öst-västlig riktning. Ön höjer sig omkring 10 meter över havsytan.